# Non-official cover
Non-official cover (NOC) es un término usado en espionaje, particularmente por los servicios de inteligencia nacionales, para agentes u operativos que asumen operaciones encubiertas en las organizaciones sin vínculos con el gobierno para el que trabajan. Estos oficiales y agentes de la CIA operan en zonas inseguras o enemigas sin cobertura de ningún tipo. La mayor parte de los agentes de la CIA operan bajo cobertura diplomática de las propias embajadas o consulados de Estados Unidos, pero los agentes NOC realizan sus misiones sin ningún tipo de apoyo, lo que hace su trabajo más peligroso. Si un agente NOC es detenido, puede ser juzgado y condenado por espionaje, pero lo más normal es que sea expulsado del país.
- Datos: Q1054624